# テンダー・グリーン
『テンダー・グリーン』は、1985年9月20から11月5日（新人公演：10月15日）に宝塚大劇場（東京宝塚劇場公演はない）で上演された舞台作品である。宝塚歌劇団花組公演。
形式名は「ミュージカル・プレイ」。13場。併演作品は『アンドロジェニー』-麗しき乙女たち-。
正塚晴彦（作・演出を担当）の宝塚大劇場デビュー作となった。
主題歌「心の翼」が今も歌劇団のイベントなどで歌い継がれている。

## ストーリー
※宝塚歌劇100年史の宝塚大劇場公演を参考にした。
数百年後の地球、戦闘要員として感情を極力抑制するように訓練された新人類のソーンは、森に不時着して大怪我を負う。彼を助けてくれた青年カイトとその妹のメイらは、約200年前に都市文明を捨て、森に移住。人間らしい素朴な暮らしを営んできた一族であった。未来社会に生きる若者が、見知らぬ森に迷い込み、そこで住む人間性豊かな人々によって愛の尊さを知る物語。

## スタッフ
- 作・演出：正塚晴彦[1]
- 作曲・編曲：寺田瀧雄[1]、高橋城[1]
- 音楽指揮：野村陽児[1]
- 振付：司このみ[1]
- 装置：大橋泰弘[1]
- 衣装：任田幾英[1]
- 照明：勝柴次朗[1]
- 小道具：榎本満春[1]
- 効果：林康彦[1]
- 音響監督：松永浩志[1]
- 演出助手：谷正純[1]
- 舞台進行：馬場弘和[1]
- 制作：田中拓助[1]

## 主な配役
※「（）」は新人公演。不明点は省略。
- ソーン：高汐巴[1]（真矢みき[3]）
- カイト：大浦みずき[1]（友麻夏希[3]）
- メイ：秋篠美帆[1]（水原環[3]）
- カーン：朝香じゅん[1]（安寿ミラ[3]）
- アズ：あごう沙知[1]（大空希望[3]）
- フィール：宝純子[1]（三矢直生[3]）
- エイブル：美野真奈[1]（峰丘奈知[3]）
- スタウト：瀬川佳英[1]（舵一星[3]）
- クラウド：なかいおり[1]
- ナーヴ：青柳有紀[1]
- ナーク：但馬久美[1]
- アヌーフ：北小路みほ[1]

## 主な楽曲
- 心の翼

(作詞・正塚晴彦 作曲・高橋城)
備考 ミュージカル・プレイ「テンダー・グリーン／ミュージカル・アドベンチャー」「アンドロジェニー －麗しき乙女たち－」(LPレコード)
昭和60年9月28日・宝塚大劇場(収録)TMP-1096～97